# Вилла, Джафер
Джафер Вилла (алб. Xhafer Villa; 1889, дер. Фрашер близ Гирокастра, Османская империя — 30 апреля 1938, в районе Формия, Италия) — албанский политический, дипломатический и государственный деятель. Министр иностранных дел Албании (1921 и 1933—1935).

## Биография
В 1911 году получил образование в колледже государственного управления в Константинополе. До 1921 года работал государственным служащим Османской империи, сначала в Министерстве финансов, а затем в Министерстве иностранных дел.
С 1921 года жил в Албании, где занимал должность первого государственного секретаря Министерства иностранных дел Албании, с 1922 по 1929 год — генерального государственного секретаря, несколько раз представлял свою страну в Совете Лиги Наций.
С 12 — 24 декабря 1921 года занимал пост министра иностранных дел временного правительства во главе с Идгомене Костури, в 1924 году содействовал работе правительственной комиссии по ликвидации албанской бюрократии. В 1929—1932 годах был послом Албании в Белграде и полномочным представителем в Бухаресте, в 1932—1933 годах служил послом в Афинах.
С 11 января 1933 по 6 октября 1935 года вновь работал министром иностранных дел Албании.  В качестве руководителя албанской дипломатии его самой важной задачей была борьба с политическими, военными и экономическими гегемонистскими устремлениями фашистского итальянского правительства. В 1935 году назначен послом Албании в Италии и занимал эту должность до конца своей жизни. Был одним из самых доверенных и профессиональных дипломатов короля Зога I.
Погиб в авиакатастрофе, когда возвращался со свадьбы короля Зога I и Г. Аппоньи в Рим. Итальянский самолёт Savoia-Marchetti S.M.73 с 19 пассажирами на борту при неблагоприятных погодных условиях упал в районе Формия на Апеннинах и сгорел.
Был женат на сестре  премьер-министра Албании Сулеймана-бея Дельвина.